# Universalfideikommiss
Der Universalfideikommiss ist ein Vermächtnis, das eine ganze („universale“) Erbschaft umfasst, so dass der damit beschwerte Erbe die gesamte Erbschaft an den Bedachten übertragen („committere“)  muss, wenn ein bestimmtes Ereignis eintritt. Der Vermächtnisnehmer heißt in diesem Fall Universalfideikommissar. Im deutschen Erbrecht spricht man von einem Universalvermächtnis. Dieses liegt vor, wenn der Erblasser einem Dritten die gesamte Erbschaft mittels Vermächtnis zuwendet und dabei deutlich gemacht hat, dass die Auslegungsregel des § 2087 BGB nicht gelten soll.
Im römischen Recht war der Universalfideikommiss ursprünglich eine Verfügung von Todes wegen, deren Erfüllung alleine vom Gewissen des Erben („fidei“) abhing und nicht erzwungen werden konnte.
Da bei den Römern der Grundsatz „semel heres semper heres“ (einmal Erbe, immer Erbe) herrschte, kannten sie das Recht der Vor- und Nacherbschaft nicht. Da aber auch damals bereits ein praktisches Bedürfnis nach der Berufung mehrerer Erben bestand (Vorerbe auf Zeit und dann endgültiger Nacherbe), bediente man sich des Universalfideikommisses, um ein entsprechendes Ergebnis zu erreichen. Ausweislich eines provinzialen Regelwerks waren die Bewohner eines Municipiums und das Municipium selbst nicht erb- aber universalfideikommissfähig. Sie gehörten nicht zu den civitates, quae sub imperio populi Romani sunt.